# أبو خرص
قرية أبو خرص هي إحدى القرى التابعة لمركز أبو تيج في محافظة أسيوط في جمهورية مصر العربية. حسب إحصاءات سنة 2006، بلغ إجمالي السكان في أبوخرص 2468 نسمة، منهم 1203 رجل و1265 امرأة.

## أعلام
- شكري مصطفى